# Auf der Jagd nach dem grünen Diamanten
Auf der Jagd nach dem grünen Diamanten (Originaltitel: Romancing the Stone) ist eine US-amerikanische Filmkomödie mit Michael Douglas, Kathleen Turner und Danny DeVito. Regie führte Robert Zemeckis, das Drehbuch schrieben Diane Thomas, Lem Dobbs, Howard Franklin und Treva Silverman. US-Kinopremiere war am 30. März 1984, in Deutschland startete er am 30. November 1984. Mit einem weltweiten Einspielergebnis von circa 86 Millionen US-Dollar zählt der Film zu den großen Kinoerfolgen seiner Zeit.

## Handlung
Die in New York lebende erfolgreiche Schriftstellerin Joan Wilder erhält Post von ihrem vor kurzem ermordeten Schwager aus Kolumbien. Kurz darauf erhält sie einen Anruf ihrer Schwester, die entführt wurde. Die Entführer Ira und Ralph verlangen für ihre Freilassung die Schatzkarte, die Joan per Post erhalten hat.
Wilder fährt nach Kolumbien, um die Forderung der Entführer zu erfüllen. Dort lernt sie den Abenteurer Jack T. Colton kennen, der nach Aushandlung eines Honorars bereit ist, ihr zu helfen. Verfolgt werden sie von Zolo, einem Offizier des Geheimdienstes des Landes, der ebenfalls die Karte bekommen will. Unterwegs erhalten sie Hilfe in einem Dorf, in dem ein Schmuggler sich als Fan von Joan Wilder erweist.
Anhand der Karte finden Wilder und Colton einen großen Smaragd mit dem Namen El Corazón. Auf der Flucht vor Zolo werden sie getrennt. In einer Festung in der kolumbianischen Stadt Cartagena, in der Ira Krokodile züchtet, übergibt Wilder die Karte und kann ihre Schwester wiedersehen. Zolo und seine Leute stoßen mit dem gefangen genommenen Colton dazu. Es kommt zum Kampf um den Stein, den Colton am Unterleib trug. Als Zolo den Smaragd auffängt, wird seine Hand von einem Krokodil abgebissen. Colton hilft zuerst der von Zolo bedrohten Wilder, dann jagt er dem Reptil hinterher.
Der Film endet mit einem Happy End in New York: Wilder hat die Erlebnisse zu einem Bestseller verarbeitet, Colton trägt Stiefel aus der Haut des Krokodils, er konnte den Stein verkaufen und sich seinen Traum, ein Segelboot, erfüllen.

## Synchronisation
Die deutsche Synchronisation entstand im Auftrag der Berliner Synchron, für die Dialogregie und das deutsche Dialogbuch war Arne Elsholtz verantwortlich.
| Figur          | Darsteller         | Deutscher Sprecher |
| -------------- | ------------------ | ------------------ |
| Jack T. Colton | Michael Douglas    | Volker Brandt      |
| Joan Wilder    | Kathleen Turner    | Traudel Haas       |
| Ralph          | Danny DeVito       | Gerd Duwner        |
| Ira            | Zack Norman        | Jürgen Thormann    |
| Juan           | Alfonso Arau       | Arne Elsholtz      |
| Zolo           | Manuel Ojeda       | Edgar Ott          |
| Gloria         | Holland Taylor     | Bettina Schön      |
| Grogan         | Ted White          | Horst Schön        |
| Elaine         | Mary Ellen Trainor | Ursula Heyer       |
| Hotel Clerk    | Paco Morayta       | Eberhard Prüter    |
| Bad Hombre     | Rodrigo Puebla     | Karl Schulz        |

## Rezeption
Auf der Jagd nach dem grünen Diamanten erhielt ein gutes Presseecho, was sich auch in den Auswertungen US-amerikanischer Aggregatoren widerspiegelt. So erfasst Rotten Tomatoes größtenteils positive Besprechungen und ordnet den Film dementsprechend als „Zertifiziert Frisch“ ein. Laut Metacritic fallen die Bewertungen im Mittel „Grundsätzlich Wohlwollend“ aus.
Roger Ebert verglich den Film in der Chicago Sun-Times vom 1. Januar 1984 mit dem Film Indiana Jones – Jäger des verlorenen Schatzes. Obwohl ein starker Mann für eine hilfsbedürftige Frau sorgt, würden Klischees weitgehend vermieden.

„Sehenswertes Hollywood-Kino: Action, Spannung, augenzwinkernde Ironie.“

Der Film gewann im Jahr 1985 den Golden Globe in der Kategorie Beste Komödie. Kathleen Turner gewann ebenfalls einen Golden Globe als Beste Hauptdarstellerin – Komödie/Musical und einen Los Angeles Film Critics Association Award.
Der Film gewann zudem den Motion Picture Sound Editors Award und war für den Schnitt für einen Oscar und einen American Cinema Editors Award nominiert. Das Drehbuch erhielt eine Nominierung für den Writers Guild of America Award.

## Fortsetzung
Für die Fortsetzung Auf der Jagd nach dem Juwel vom Nil (1985) kehrten Michael Douglas, Kathleen Turner und Danny DeVito zurück. Regie führte allerdings nicht Robert Zemeckis, sondern Lewis Teague.